# Jugement à Nuremberg
Pour plus de détails, voir Fiche technique et Distribution.

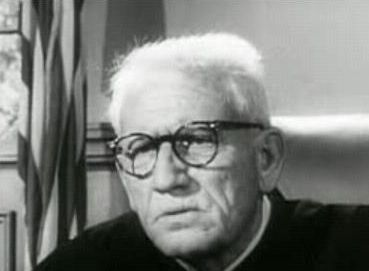
Spencer Tracy.

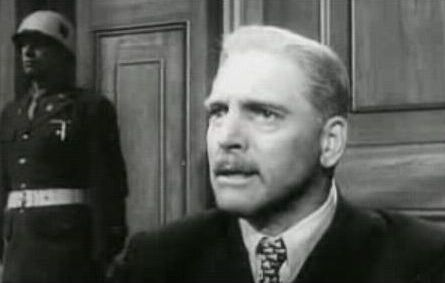
Burt Lancaster.

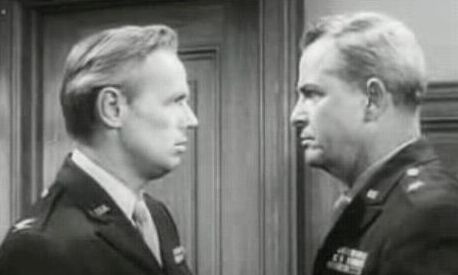
Richard Widmark (à g.).

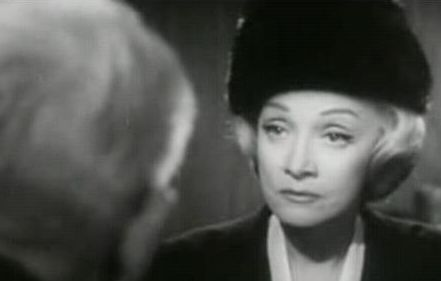
Marlene Dietrich.

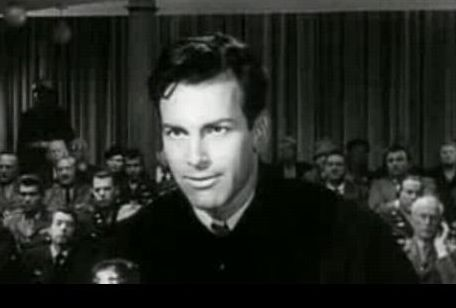
Maximilian Schell.

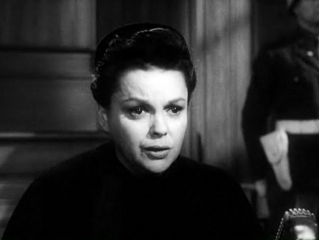
Judy Garland.

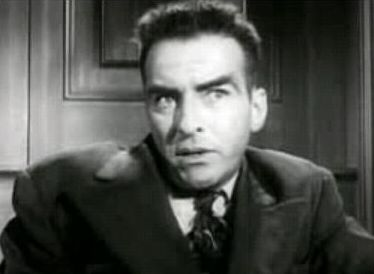
Montgomery Clift.

Jugement à Nuremberg (titre original : Judgment at Nuremberg) est un film de procès américain réalisé par Stanley Kramer, sorti en 1961. Il s'inspire du procès des Juges qui mirent en œuvre la loi nazie, un des procès de Nuremberg, qui eut lieu en 1947. Les 4 accusés, dont les noms sont fictifs, résument les diverses fonctions des 16 accusés du vrai procès.
Le film s'intéresse à la responsabilité de quatre juges et procureurs allemands, accusés de crimes contre l'humanité pour leur participation aux atrocités commises sous le régime nazi, lors du procès de Nuremberg en 1947.

## Synopsis
Le juge Dan Haywood est le juge en chef d'un panel de trois juristes alliés qui entendront et décideront de l'affaire contre les accusés allemands. Il cherche particulièrement à comprendre comment l'accusé Ernst Janning a pu commettre les atrocités dont il est accusé, notamment la condamnation à mort de personnes innocentes. Janning, apprend-on, est un juriste et un spécialiste du droit très instruit et respecté dans le monde entier. Haywood cherche alors à comprendre comment le peuple allemand a pu fermer les yeux et faire la sourde oreille face aux crimes du régime nazi. Pour ce faire, il se lie d'amitié avec la veuve d'un général allemand ayant été exécuté par les Alliés. Il s'entretient avec un certain nombre d'Allemands, qui ont des points de vue différents sur la guerre. Il rencontre également le capitaine Byers, membre de l'armée d'occupation américaine, chargé d'assister les juges américains, ainsi qu'Irene Hoffmann, qui craint de fournir un témoignage susceptible de renforcer l'accusation contre les juges ayant collaboré avec le régime nazi, par peur des représailles de leurs partisans.
L'avocat allemand de la défense, Hans Rolfe, fait valoir que les accusés ne sont pas les seuls à avoir aidé le régime nazi, ou du moins, à avoir fermé les yeux sur ses agissements. Il donne plusieurs exemples : il suggère que les États-Unis ont commis des actes tout aussi mauvais, voire pires que ceux perpétrés par les nazis, et met en avant plusieurs faits historiques : le soutien du juge de la Cour suprême américaine Oliver Wendell Holmes Jr. aux premières pratiques eugéniques ; la ségrégation raciale ; la stérilisation des handicapés mentaux. Il évoque le Concordat du 20 juillet 1933 avec le Vatican, qui a permis au gouvernement allemand d'obtenir auprès de l'étranger une reconnaissance implicite du nazisme. Il parle du rôle de Staline dans la signature du Pacte germano-soviétique, qui a permis l'invasion et l'occupation de la Pologne occidentale par l'Allemagne, déclenchant ainsi la Seconde Guerre mondiale. Il explique également qu'il était possible, pour les démocraties du monde libre de l'Entre-deux-guerres, de lire Mein Kampf et de constater la folie destructrice qui habitait Adolf Hitler, et affirme que l'Occident a fait preuve de lâcheté en laissant l'Allemagne se réarmer et en cédant aux appétits territoriaux des nazis.
Janning, après une longue période de silence, décide finalement de témoigner en faveur de l'accusation, se déclarant coupable du crime dont il est accusé, à savoir la condamnation à mort d'un homme juif pour "souillure du sang", à la suite de relations intimes avec une jeune Allemande de seize ans. L'ancien juge reconnaît qu'il n'ignorait pas qu'il n'y avait aucune preuve pour soutenir un tel verdict. Au cours de son témoignage, il explique que d'autres personnes bien intentionnées comme lui ont approuvé les politiques antisémites et racistes, bien que conscients de leur caractère injuste, par patriotisme, à la suite de l'humiliation par le traité de Versailles qui a suivi la Première Guerre mondiale.
Haywood se voit ensuite tiraillé entre des considérations géopolitiques et des idéaux de justice. Le procès se déroule en effet dans le contexte du blocus de Berlin, et des pressions sont exercées pour que les accusés allemands s'en tirent à bon compte afin de gagner le soutien de l'Allemagne de l'Ouest dans la Guerre froide contre l'Union soviétique. Au cours du procès qui se poursuit, on comprend pourquoi les trois autres accusés ont soutenu le régime nazi : l'un avait peur, l'autre se contentait de suivre les ordres et le dernier croyait réellement au nazisme. Les quatre accusés sont reconnus coupables et condamnés à la prison à vie.
Plus tard, Haywood rend visite à Janning dans sa cellule. Ce dernier affirme alors qu'il respecte le juge et que son verdict, bien qu'impopulaire, est juste. Toutefois, il lui demande de croire qu'il ignorait qu'autant de personnes mourraient ainsi et que la situation prendrait une telle ampleur (« Those people, those millions of people... I never knew it would come to that. »). Mais Haywood lui répond qu'il a lui-même initié cette situation lorsqu'il a pour la première fois condamné à mort un homme qu'il savait innocent (« Herr Janning, it came to that the first time you sentenced a man to death you knew to be innocent. »). Puis le juge s'en va. Un carton-titre informe alors le public que, sur les 99 personnes condamnées à des peines de prison lors des procès de Nuremberg ayant eu lieu en zone américaine, aucune ne purgeait encore sa peine à la sortie du film en 1961.

## Fiche technique
- Titre : Jugement à Nuremberg
- Titre original : Judgment at Nuremberg
- Réalisation : Stanley Kramer
- Scénario : Abby Mann et Montgomery Clift, d'après l'histoire d'Abby Mann
- Photographie : Ernest Laszlo
- Cadreur : Charles Wheeler
- Montage : Frederic Knudtson
- Musique : Ernest Gold
- Décors : Rudolph Sternad
- Costumes : Joe King ; Jean Louis Berthauldt pour les costumes de Marlene Dietrich
- Producteurs : Stanley Kramer et Philip Langner (producteur associé)
- Société de production : Roxlom Films Inc.
- Société de distribution : United Artists
- Pays de production : États-Unis
- Langue : anglais
- Format : noir et blanc
- Genre : drame historique
- Durée : 186 minutes
- Date de sortie : 
  - États-Unis 19 décembre 1961 New York
  - France 20 décembre 1961

## Distribution
- Spencer Tracy (VF : Serge Nadaud) : le juge Dan Haywood
- Burt Lancaster (VF : Claude Bertrand) : Ernst Janning
- Richard Widmark (VF : Raymond Loyer) : le colonel Ted Lawson
- Marlene Dietrich (VF : Lita Recio) : madame Berthold
- Maximilian Schell (VF : Roger Rudel) : l'avocat Hans Rolfe
- Judy Garland (VF : Jacqueline Carrel) : Irene Hoffman
- Montgomery Clift (VF : Bernard Noël) : Rudolph Petersen
- Ed Binns (VF : Henry Djanik) : le sénateur Burkette
- Werner Klemperer (VF : Michel Gudin) : Emil Hahn
- Torben Meyer (VF : Pierre Michaud) : Werner Lampe
- Martin Brandt (VF : Maurice Pierrat) : Friedrich Hofstetter
- William Shatner (VF : Jean Fontaine) : le capitaine Byers
- Kenneth MacKenna (VF : René Fleur) : le juge Kenneth Norris
- Alan Baxter (VF : Jacques Berthier) : le général Merrin
- Ray Teal (VF : Paul Bonifas) : le juge Curtiss Ives
- Virginia Christine : madame Halbestadt
- Joseph Crehan (non crédité) : spectateur du tribunal au verdict

## Autour du film
Jugement à Nuremberg est adapté d'un épisode de Playhouse 90, basé sur le véritable procès de magistrats allemands à Nuremberg en 1947.
À propos de la participation de l'actrice Marlene Dietrich, Stanley Kramer dit : « Je voulais absolument qu'elle ait un rôle dans Jugement à Nuremberg. Lorsque je lui ai rendu visite à New York, elle était déjà d'accord. Elle était convaincue que le national-socialisme en Allemagne n'était pas encore mort et elle adhérait à la thèse du film selon laquelle tout le peuple allemand était responsable ».

## Distinctions

### Récompenses
- Oscars 1962 : Jugement à Nuremberg a reçu onze nominations et remporta 2 Oscars :
  - Oscar du meilleur acteur : Maximilian Schell
  - Oscar du meilleur scénario adapté : Abby Mann
- Golden Globes 1962 : 
  - Meilleur réalisateur pour Stanley Kramer
  - Golden Globe du meilleur acteur dans un film dramatique pour Maximilian Schell
- David di Donatello de la meilleure production étrangère en 1962

### Nominations
- Oscars 1962 :
  - meilleur film
  - meilleur réalisateur : Stanley Kramer
  - meilleur acteur : Spencer Tracy
  - meilleure actrice dans un second rôle : Judy Garland
  - meilleur acteur dans un second rôle : Montgomery Clift.
  - Oscar de la meilleure photographie
  - Oscar des meilleurs costumes
  - Oscar des meilleurs décors
  - Oscar du meilleur montage